# Hispano-Suiza Type 22
Der Hispano-Suiza Type 22 ist ein Pkw-Modell. Alternative Bezeichnungen sind Hispano-Suiza 18 HP de Luxe und Hispano-Suiza 18–60 HP. Die Société Française Hispano-Suiza stellte die Fahrzeuge im französischen Levallois-Perret her.

## Beschreibung
Dies war ein luxuriös ausgestattetes Fahrzeug. Auffallend war der Spitzkühler. Der Hersteller bot zu der Zeit mit dem Hispano-Suiza 30–40 HP ein Standardmodell und mit dem Hispano-Suiza 15–45 HP ein sportliches Modell mit ähnlich starken Motoren an.
Im Vereinigten Königreich wurde das Fahrzeug auch 25/50 HP genannt und war mit 20,1 RAC Horsepower eingestuft.
Der Vierzylindermotor war wassergekühlt. 90 mm Bohrung, 150 mm Hub und 3817 cm³ Hubraum waren die Motordaten. Der vorn im Fahrgestell eingebaute Motor trieb über eine Kardanwelle die Hinterachse an. Der Motor war eine Neukonstruktion mit moderner Ventilsteuerung im Kopf, bei der jedoch der untere Teil des Triebwerks unverändert blieb. Das harmonierte nicht, der Motor machte Probleme.
Die drei zur Wahl stehenden Fahrgestellen waren identisch mit denen vom schwächeren Hispano-Suiza Type 21 und dem stärkeren Hispano-Suiza Tipo 23, die gemeinsam auch als De Luxe bezeichnet werden. Das kleinste hatte 266 cm Radstand und 124 cm Spurweite, die beiden größeren 300 cm bzw. 325 cm Radstand und einheitlich 140 cm Spurweite. Sie wogen 750 kg, 800 kg bzw. 860 kg und kosteten 12.000 Franc, 12.500 Franc bzw. 12.750 Franc. Mindestens ein Fahrzeug erhielt einen Aufbau als Roadster.

## Produktionszahlen
Die Fahrzeuge erhielten Nummern aus dem Bereich von 2301 bis 2320. Allerdings wurden nur fünf Fahrzeuge hergestellt.